# گاردینا (داکوتای شمالی)
گاردینا(به انگلیسی: Gardena) شهری در ایالت داکوتای شمالی کشور ایالات متحده آمریکا است که جمعیت آن در سرشماری سال ۲۰۱۰ میلادی، ۲۹ نفر بوده‌است.